# 普谢尔
普谢尔（法語：Pourchères，法語發音：[puʁʃɛʁ]）是法国阿尔代什省的一个市镇，属于普里瓦区。

## 地理
普谢尔（44°44'49"N, 4°30'23"E）面积7.64 平方千米，位于法国奥弗涅-罗讷-阿尔卑斯大区阿尔代什省，该省份为法国东南部内陆省份，北起顺时针与卢瓦尔省、伊泽尔省、德龙省、沃克吕兹省、加尔省、洛泽尔省和上盧瓦爾省接壤。
与普谢尔接壤的市镇（或旧市镇、城区）包括：阿茹、克雷塞耶、古尔东、圣普列斯特、韦拉。

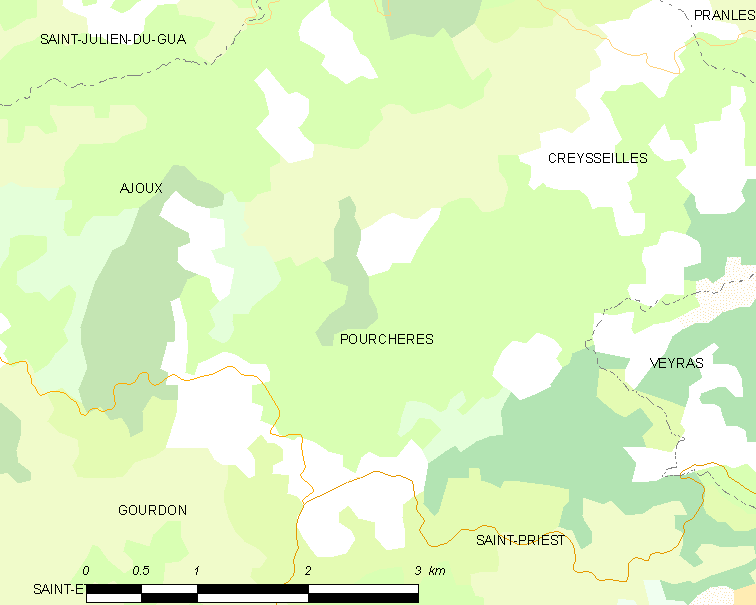
普谢尔的OSM定位图

普谢尔的时区为UTC+01:00、UTC+02:00（夏令时）。

## 行政
普谢尔的邮政编码为07000，INSEE市镇编码为07179。

## 政治
普谢尔所属的省级选区为普里瓦县。

## 人口

1962-2008年间普谢尔人口变化图示

普谢尔于2022年1月1日时的人口数量为137人。